# Campionato sudamericano femminile di pallavolo 2001
Il XXIV campionato sudamericano femminile di pallavolo si è svolto nel 2001 a Buenos Aires, in Argentina. Al torneo hanno partecipato 7 squadre nazionali sudamericane e la vittoria finale è andata per la dodicesima volta, la quarta consecutiva, al Brasile.

## Squadre partecipanti
- Argentina
- Bolivia
- Brasile
- Cile
- Paraguay
- Uruguay
- Venezuela

## Classifica finale
| Classifica | Squadre   |
| ---------- | --------- |
|            | Brasile   |
|            | Argentina |
|            | Venezuela |
| 4          | Uruguay   |
| 5          | Cile      |
| 6          | Paraguay  |
| 7          | Bolivia   |